# 토가와 사키코
토가와 사키코(일본어: 豊川祥子)는 애니메이션 「BanG Dream! It's MyGO!!!!!」의 등장인물이다. 속편『BanG Dream! Ave Mujica』에서는 주인공을 맡는다.
CV: 타카오 카논

## 개요
애니메이션 「BanG Dream!」의 파생 작품 「It's MyGO!!!!!」의 등장 인물. 하오카 여자 학원 에 다니는 고등학교 1학년. 2월 14일생. 신장 155㎝. 중학 시절은 츠키노모리 여자 학원 중등부에 다녔다.
아가씨 어조 로 말하고, 취미, 특기는 피아노 로, 여가만 있으면 학교 음악실 에서 시간을 찾아 연주하고 있는 모양.
밴드 유닛 「CRYCHIC」의 발기인으로, 타카마츠 등의 시에 감명을 받아 밴드 결성을 가져, 자신은 키보드와 작곡을 담당하고 있었다.
그러나 첫 라이브 종료 후 문득 스마트폰을 보고 태도가 표변한 쇼코는 추후 일방적으로 CRYCHIC에서 탈퇴를 표명. CRYCHIC 해산 후는 츠키노모리로부터도 전교해, 이 밴드의 전 멤버로 소꿉친구의 와카바 목목을 제외한 전원과의 관계를 끊는다.
해산 이후는 유일하게 자신에게 일어난 것을 알리고 있던 목장과 함께 있는 것이 많아, 자신과 접촉을 도모하는 나가사키 소요 와의 사이에 판 사이에 끼는 그녀에게, 상기 첫 번째 조언을 보내는 것 외에, 그렇게 하언구에 몇번이나 밀려 붙어 붙어 있는 것에 대해 목장에 상담을 하고 있었다.
그 후, 살짝 직접 이야기를 붙이기 위해 목욕과 함께 등달의 밴드(당시는 밴드명이 없고 나중에 「MyGO!!!!!」가 된다)의 라이브에 방문하지만, 그녀들이 「카스가 그림자」를 노래해 있는 것을 보고, 울면서 라이브 하우스를 달려간다(담당 성우의 타카오 여사에 의하면, 쇼코 속에서 무언가가 망가져 버렸다고 한다).
이 사건은 나중에 그녀와 그 사이에, 그리고 빛의 밴드 안에 결정적인 홈을 만들어 버린다.
위의 일건을 계기로 소꿉친구인 삼목이나 삼각 초화 라는 멤버를 모아 새로운 밴드를 짜려고 하는 움직임을 볼 수 있어 , 를 시작한 것을 맡아 그녀를 불러 '보이는 독특한 드럼의 주법'과 '얼굴'과 '(사람의 주목을 모으는) 숫자'를 이유로 밴드에 스카우트.
그리고 제13화 에 있어서, 자신이 총 지휘를 집행하는 복면 밴드 「Ave Mujica」의 키보드 「 오브 리비 오니스 」로서 성대한 메이저 데뷔 공연을 성공시켰다.
그러나 그녀가 귀가한 곳은 한때 살았던 큰 저택이 아니라 넉넉한 아파트였고, 어둠 속에서 집의 거실에서 현관에 걸쳐 이미 마셨다고 생각되는 몇 개의 캔 맥주 빈 캔이 흩어져 있었다 ( 그 외에도 소주 병도 존재). 그리고 쇼코는 ‘ 지금… 무엇인가 망각에 장례하고 싶으면 바라듯이…………….
그렇다, 도요카와가는 이미 몰락하고 있었던 것이었다.
쇼코가 CRYCHIC로부터의 탈퇴를 통고한 것도, 츠키노모리 여자 학원에 있을 수 없게 되거나 음악실에서 특기인 피아노 연주를 하고 있는 것도 이 때문이다.

## 오브리비오니스(オブリビオニス)
밴드 유닛 " Ave Mujica "에서 토요카와 쇼코 의 무대 이름. 유닛에서는 키보드 담당 외에 밴드의 총 지휘를 맡는다.
애니메이션 「It's MyGO!!!!!」제13화 의 극 장면에서는, 버려진 인형들의 리더인 모양. 항상 모티스를 옆에 두고 있다.
달밤에 혼자 노래하고 있던 이름을 잊은 인형 과 만나, 그녀를 버려진 인형들이 모이는 「마스카레이드」에 초대하는 역할로, 이름을 잊은 인형에게 새롭게 「드로리스」라는 이름을 준다.
1st 라이브 「Perdere Omnia」에서의 극 장면에서는, 새로운 인형인 드로리스를 부추면서도 이끄는 진행역·광언 회전으로서의 역할을 담당한다.

## 여담

### 번드리와 난독 캐릭터 이름
- 성씨의 전 자료가 된 도쿄도 분쿄구 의 「다카다 도요카와쵸」는 현존하지 않고, 현재는 동구 메지로다이의 일부가 되고 있다. 메지로다이는 일본 여자대학 과 동부속 도요아키 초등학교의 소재지.
- 또, 성씨의 독해는 「토요카와」가 아니라 「토가와 」 , 이름의 독서도 「쇼코」 「사치코」가 아니라 「사키코」라고, 번드리 제일의 난독 풀네임 이라는 특징이 있다. 잘 주의했고.

- 덧붙여서 하치만 카이즈즈 도 「미스즈」가 아니라 「우미리」라고 읽는다. 아이치현 남부의 도요카와시 에는, 해령에 사용되고 있는 하치만을 관람하는 하치만초(메이테츠 하치만역도 존재)가 있어, 즉, 토요카와시 하치만 초가 된다. 다만, 도요카와의 읽는 방법은 일반적인 「토요카와」이다.

### 기타
- 당초는 팬으로부터 「다른 캐릭터 의 담당 성우인 것은」 라고 예상되고 있었지만, 후에 쇼코의 연자가 타카오 여사인 것이 발각했기 때문에, 이 문제는 확실히 해결되었다.
- 당초부터 그녀는 ' Ave Mujica '의 오브 리비오니스로 활동하고 있다고 추측할 의견도 있었지만, 앞서 언급한 대로 제13화에서 오브 리비오니스의 정체는 그녀라는 사실이 밝혀졌다.
- 소꿉친구 5인조로 결성한 「Afterglow」를 제외하면 같은 밴드 내에 2명의 소꿉친구(목, 초화)가 소속되어 있는 매우 드문 캐릭터.
- 그 2명의 소꿉친구도 「기타 담당」 「쇼코에게 강한 마음을 전하고 있다」라고 하는 공통점 있다. Ave Mujica의 라이브에서는 총 지휘의 쇼코와 소꿉친구의 목, 초화의 3명이 프런트에 편성되고 있다.
- 그렇게 「자신의 일뿐입니다」라고 말해 쏘아 놓은 그녀이지만, Ave Mujica 결성의 흐름이나 멤버의 모으는 방법을 생각하면, 이 대사가 똑같이 그대로 자신에게도 적용되고 있을 가능성이 있다. 하지만, 제13화에서 일단이 밝게 나온 그녀의 처지를 감안하면…
- CRYCHIC 시대부터 흔들림이 크게 바뀐 그녀에 대해, 친숙한 목욕은 「상이 망가질 것 같으니까」라고 그녀를 생각해 Ave Mujica에 가입하기로 결정하고 있다.
- CV의 타카오 여사는 초등학교 5학년 때에 '밀라노 국제 주니어 피아노 콩쿨'에서 최고위가 되는 'ASSOLUTO('절대'라는 의미. 의역한다면 '절대 왕자'라고 하는 곳)'을 수상하고 있어, 명실 모두 세계 최고의 주니어 피아니스트라는 이색 경력의 소유자. 그 연주 기술은 진짜라고 할 수 있다. 또, 친형도 피아니스트·작곡가이다.